# Кремнієво-повітряні акумулятори
Кремнієво-повітряні батареї — це нова технологія акумуляторів, винайдена командою під керівництвом професора Ейн-Елі з енергетичної програми Grand Technion в Техніоні — Ізраїльському технологічному інституті.
Технологія кремнієво-повітряних батарей заснована на електродах з кисню і кремнію. Такі батареї можуть бути легкими, з високою стійкістю як до надзвичайно сухих умов, так і до високої вологості. Як і інші анодно-повітряні батареї, зокрема метало-повітряні батареї, кремнієво-повітряні батареї покладаються на атмосферний кисень для своїх катодів; вони, відповідно, не включають жодних катодних матеріалів у свої структури, і це дозволяє заощадити на вартості та вазі.
Експериментальні елементи з використанням іонних рідких електролітів кімнатної температури виробляли від 1 до 1,2 вольт при щільності струму 0,3 міліампера на квадратний сантиметр кремнію.
Ємність акумулятора дуже порівнянна з алюмінієво-повітряним акумулятором. Питома енергія кремнієво-повітряної батареї оцінюється в 8470 Вт·год/кг, а щільність енергії становить приблизно 2109,0 Вт·год/л. Напруга акумулятора 1 – 1,2 В. Завдяки використанню спеціальної системи потоку електроліту можна досягти часу розряду понад 1000 годин для водних електролітів, що забезпечує 100% використання кремнієвого анода.